# Ibrahim Tall
Pour les articles homonymes, voir Tall.
Ibrahim Tall est un footballeur franco-sénégalais né le 23 juin 1981 à Aubervilliers. Il joue au poste de défenseur.

## Biographie
Il joue ces premiers matchs professionnel avec Louhans-Cuiseaux avant de rejoindre Sochaux en juillet 2002. En août 2005, il part en Écosse en signant en faveur de Heart of Midlothian FC. 
Le 10 juin 2008, il signe un contrat de deux saisons en faveur du FC Nantes. Après deux saisons, il rejoint le championnat grec avec l'AEL Larissa.
Deux saisons plus tard il rejoint le championnat Suisse. Il joue 36 matchs avec Lausanne-Sport mais en fin de saison 2013-2014, le club termine le championnat à la dernière place et est donc relégué en seconde division. Le club doit se séparer de certains joueurs et Tall rejoint le FC Le Mont également en première division. Depuis la saison 2017-2018 il joue au FC Stade Nyonnais.

## Palmarès
- Vainqueur de la Coupe d'Écosse : 2006
- Vainqueur de la Coupe de la Ligue française : 2004